# Sofia de Brandenburg-Ansbach
Sofia de Brandenburg-Ansbach (en alemany Sofia de Brandenburg-Ansbach) va néixer a Ansbach (Alemanya) el 10 de juny de 1614 i va morir a Bayreuth el 23 de novembre de 1646. Era filla de Joaquim Ernest (1583-1625) i de Sofia de Solms-Laubach (1594-1651).

## Matrimoni i fills
El 8 de desembre de 1641 es va casar a Ansbach amb el seu cosí Erdmann August de Brandenburg-Bayreuth (1615-1651), fill del marcgravi Cristià (1581-1655) i de Maria de Prússia (1579-1649), membre per tant de la Casa de Hohenzollern com ella mateixa. El matrimoni va tenir només un fill: 
- Cristià Ernest (1644-1712), casat primer amb Erdmuda Sofia de Saxònia (1644-1670), després amb Sofia Lluïsa de Württemberg (1642-1702) i finalment amb Elisabet Sofia de Brandenburg (1674-1748).